# God of War
God of War és una franquícia de videojocs d'acció i aventura creada per David Jaffe de Santa Monica Studio de Sony. Va començar l'any 2005 a la consola PlayStation 2 (PS2) i s'ha convertit en una sèrie insígnia per a PlayStation, que consta de nou lliuraments en diverses plataformes. Basada en mitologies antigues, la història segueix a Kratos, un guerrer espartà i més tard el déu grec de la guerra, que va ser enganyat perquè matés la seva família pel seu antic mestre, l'original déu grec de la guerra, Ares. Això desencadena una sèrie d'esdeveniments que desemboquen en guerres amb els diferents panteons mitològics. Els jocs basats en la mitologia grega segueixen el camí de venjança a causa de les maquinacions dels déus olímpics, mentre que els jocs basats en la mitologia nòrdica, presenten el seu fill Atreus com a protagonista secundari, mostren un Kratos més gran en un camí de redempció i ficant-se sense voler en conflicte amb els déus nòrdics.

## Videojocs
| 2005 | God of War                          |
| 2006 |                                     |
| 2007 | God of War II                       |
| 2007 | God of War: Betrayal                |
| 2008 | God of War: Chains of Olympus (PSP) |
| 2009 | * God of War Collection (PS3)       |
| 2010 | God of War III                      |
| 2010 | God of War: Ghost of Sparta         |
| 2011 | * God of War: Origins Collection    |
| 2012 | * God of War Saga                   |
| 2013 | God of War: Ascension               |
| 2014 | * God of War Collection (Vita)      |
| 2015 | * God of War III Remastered         |
| 2016 |                                     |
| 2017 |                                     |
| 2018 | God of War: A Call from the Wilds   |
| 2018 | God of War                          |
| 2019 |                                     |
| 2020 |                                     |
| 2021 |                                     |
| 2022 | God of War Ragnarök                 |